# معبد بريهاديسفارا
معبد بريهاديسفارا هو معبد هندوسي مخصص لشيفا يقع في الضفة الجنوبية لنهر كافيري في مدينة ثنجفور بولاية تاميل نادو،الهند.